# Імперія (Сімак)
«Імперія» (англ. Empire) — науково-фантастичний роман Кліффорда Сімака, що вперше вийшов у видавництві «Perseo Libri» 1951 року. Незавершена попередня версія роману була написана головним редактором «Astounding Science Fiction» Джоном Кемпбеллом, та рівень переробки Сімаком версії співавтор був настільки суттєвим, що видатний редактор відмовився від авторства та прав на роман на користь Сімака.

## Зміст
Земляни колонізували Сонячну систему, але атомна енергія не була відома їм.
Спенсер Чемберс голова всесильної корпорації «Міжпланетна енергія», котра заряджала акумулятори від сонячної енергії на ближніх планетах Меркурії та Венері і доставляла їх по всій Сонячній системі, повністю контролював політику поза Землею, та і на Землі мав значний вплив.
Нещодавно він запроторив у найсуровішу в'язницю Джона Мура Мелоні, очільника протестів проти компанії у Юпітеріанській конфедерації.
Чемберс не бачив нічого поганого у своїй диктатурі, він вважав її кориснішою за непевний поступ демократії.
Науковець Рассел Пейдж випадково винайшов антиентропійний екран, що відбивав будь-які види енергії. Сфера з такого екрана могла перетворювати речовину на енергію і втримувати її.
Пейдж продемонстрував винахід своєму однокурснику фінансисту і відомому мандрівнику Грегорі Менінгу.
Вдвох вони вирішили кинути виклик монополії «Міжпланетної енергії». Знаючи про нечесні методи боротьби корпорації, вони вирішили не подавати заявки на патент, а продовжувати дослідження і накопичити сили для нищівного удару.
Лаборант Пейджа Гарі Вілсон за винагороду повідомив Чемберса про небезпеку. Чемберс доручив головному науковцю корпорації доктору Крейвену відтворити винахід Пейджа.
Тим часом Пейдж зробив ще декілька винаходів. 
1. За допомогою сфери спромігся створити чотиривимірну лінзу, яка могла концентрувати гравітаційне поле. Цей принцип він використав для двигуна нового космічного корабля «Непереможний», побудову якого фінансував Менінг. Для руху вперед потрібно було знайти масивний об'єкт притягання попереду і сконцентрувати його гравітаційні лінії.
2. Також за допомогою четвертого виміру, навчився переміщати предмети в просторі і часі. Він використав це для швидшої за світло системи відеозв'язку, в тому числі і для шпигування за Чемберсом.

Шпигуючи вони дізналися, що Вілсон зрадив їх і що Чемберс грає на біржі на знецінення активів Менінга.
Маючи надсвітлову систему зв'язку Менінг зі своїм другом Беном Рейлом грали на курсі акцій на юпітеріанських біржах і компенсували собі втрати.
Зрештою Пейдж та Менінг розкрили наявність в них шпигунської системи вирішивши застерегти Чемберса від використання агресивних дій.
Доктор Крейвен спромігся винайти систему перешкод проти шпигування, але через її громіздкість, вона покривала тільки головний офіс корпорації.
Але Пейдж виготовив пристрій, який міг визначати координати по частині металічного предмета, що людина носила на собі.
Чемберс доручив начальнику безпеки корпорації Статсмену викрасти документи із лабораторії Пейджа.
Статсмен найняв банду гангстерів для нападу, але Пейдж з Менінгом прошпигували за ними, обеззброїли та телепортували по різних в'язницях Сонячної системи.
Після чого знищили лабораторію і переселились на «Непереможний», звідки почали викрадати з в'язниць лідерів повстання проти «Міжпланетної енергії» та записувати революційні виступи з ними.
Статсмен розпочав тероризувати Юпітеріанську конфедерацію. Тисячі протестувальників були знищені, але революція перемагала по всій Сонячній системі.
Доктор Крейвен тим часом винайшов колектор випромінювання, що міг швидко заряджати акумулятори, і Чемберс прагнув реваншу.
Оператор шпигунської системи виявив невідомі перешкоди в одному місці простору, і пристрій визначення координат показав однакове місцеположення Чемберса, Статсмена та доктора Крейвена на орбіті Юпітера.
Підлетівши вони побачили корабель корпорації «Міжпланетний». Обмін енергетичними ударами не приніс перемоги жодному з них. Колектор випромінювання захищав «Міжпланетний» і заряджав його зброю. Захисні екрани «Непереможного» перенаправляли енергію пострілів «Міжпланетного» в четвертий вимір.
Тоді Пейдж вирішив використати гравітаційний захват корабля противника і відбуксирувати його в глибокий космос, щоб той не мав змоги підзаряджати акумулятори. Витягнувши «Міжпланетний» якомога далі в космос і залишивши без енергії, «Непереможний» повернувся в Сонячну систему, щоб закріпити перемогу революції, налагодивши використання нових джерел енергії.
Тим часом Крейвен розгадав принцип дії двигуна Пейджа і змайстрував подібний для «Міжпланетного». Знайшовши зорю зі спектром подібним до сонячного, він наудачу почав рух до неї.
Також він замінив поглинаючі елементи колектора на більш продуктивні.
Вирішивши, що «Міжпланетний» зможе повернутись, перемогти «Непереможного» і подавити революцію, Статсмен підняв бунт і ув'язнив Чемберса.
Хоча Крейвен попередив його, що вони заблукали. Коли «Непереможний» відшукав їх і повернувся за ними, «Міжпланетний» дав бій використавши ефективніші поглиначі енергії, близькість до гарячої зорі і нове силове поле Крейвена, що роз'їдало захисні поля «Непереможного». Тоді Пейдж використав переміщення в часі приладу шпигунського відеозв'язку, в момент коли «Міжпланетний» виключав екрани, і визначивши місцеперебування нового двигуна, тим же прийомом вирвав його з корабля.
Пейдж з Менінгом засудили Статсмена до викиду у відкритий космос. Чебмерсу вони запропонували почати новий бізнес з його існуючою флотилією кораблів, на які з дешевою енергією буде попит для освоєння міжзоряних польотів.